# Nguyễn Bính
Nguyễn Bính (tên thật là Nguyễn Trọng Bính; 1918–1966) là một nhà thơ lãng mạn nổi tiếng của Việt Nam. Ông được coi như là nhà thơ của làng quê Việt Nam với những bài thơ mang sắc thái dân dã, mộc mạc.

## Tiểu sử

### Thân thế
Nguyễn Bính sinh ngày 13-2-1918, tức mồng ba Tết năm Mậu Ngọ với tên thật là Nguyễn Trọng Bính tại xóm Trạm, thôn Thiện Vịnh, xã Đồng Đội (nay là xã Cộng Hòa), huyện Vụ Bản, tỉnh Nam Định.
Cha Nguyễn Bính tên là Nguyễn Đạo Bình, làm nghề dạy học, còn mẹ ông là bà Bùi Thị Miện, con gái một gia đình khá giả. Ông bà sinh được ba người con trai là Nguyễn Mạnh Phác (Trúc Đường), Nguyễn Ngọc Thụ và Nguyễn Bính.
Bà Miện bị rắn độc cắn rồi mất năm 1918, lúc đó bà mới 24 tuổi. Để lại cho ông Bình ba đứa con thơ, khi đó Nguyễn Mạnh Phác mới sáu tuổi, Nguyễn Ngọc Thụ ba tuổi và Nguyễn Bính mới sinh được ba tháng. Đúng như câu thơ ông viết:
Còn tôi sống sót là may
Mẹ hiền mất sớm trời đày làm thơ
Mấy năm sau ông Bình cưới bà Phạm Thị Duyên làm vợ kế (bà sinh được bốn người con, hai trai hai gái).
Bà cả Giần là chị ruột của mẹ Nguyễn Bính, nhà bà lại giàu có, nên bà cùng ông Bùi Trình Khiêm là cậu ruột của Nguyễn Bính và là cha của nhà văn Bùi Hạnh Cẩn, đón ba anh em Nguyễn Bính về nuôi cho ăn học. Nguyễn Bính làm thơ từ thuở bé, được cậu Khiêm khen hay nên được cưng
Năm 13 tuổi Nguyễn Bính được giải nhất trong cuộc thi hát trống quân đầu xuân ở hội làng với sáng tác:
...Anh đố em này:
Làng ta chưa vợ mấy người ?
Chưa chồng mấy ả, em thời biết không
Đố ai đi khắp tây đông,
Làm sao kiếm nổi tấm chồng như chúng anh đây?
Làm sao như rượu mới say,
Như giăng mới mọc, như cây mới trồng ?
Làm sao như vợ như chồng ?
Làm sao cho thỏa má hồng răng đen
Làm sao cho tỏ hơi đèn ?
Làm sao cho bút gần nghiên suốt đời ?
Làm sao ? anh khen em tài ?
Làm sao ? em đáp một lời làm sao... ?
Trúc Đường đỗ bằng Thành chung (Diplôme d'Étude Primaire Supérieurs Franco-Indigène) vào loại giỏi ở Hà Nội, được tuyển vào dạy học tại một trường tư thục ở Hà Đông, bắt đầu viết văn và làm thơ. Nguyễn Bính về ở với anh và được Trúc Đường dạy cho Văn học Pháp. Từ đó Nguyễn Bính gắn bó với Trúc Đường cả về văn chương lẫn đời sống.
Năm 1932, 1933 Nguyễn Bính có theo người bạn học ở thôn Vân lên Đồng Hỷ, Thái Nguyên dạy học, có lẽ những vần thơ như:
Cỏ đồi ai nhuộm mà xanh
Áo em ai nhuộm mà anh thấy chàm
Da trời ai nhuộm mà lam
Tình ta ai nhuộm ai làm cho phai
Là được Nguyễn Bính viết trong thời gian này.
Bài thơ của ông được đăng báo đầu tiên là bài Cô hái mơ. Năm 1937 Nguyễn Bính gửi tập thơ Tâm hồn tôi tới dự thi và đã được giải khuyến khích của nhóm Tự lực văn đoàn. Họa sĩ Nguyệt Hồ nhớ lại: Tôi quen Nguyễn Bính từ khi anh chưa có tiếng tăm gì, ngày ngày ôm tập thơ đến làm quen với các tòa soạn báo. Tôi thích thơ anh và đã giới thiệu anh với Lê Tràng Kiều, chủ bút Tiểu thuyết Thứ Năm, đã đăng bài "Cô hái mơ", bài thơ đầu tiên của anh đăng báo. Tôi khuyên anh gửi thơ dự thi, và anh đã chiếm giải thưởng của Tự Lực Văn Đoàn... chúng tôi thân nhau từ đó, khoảng 1936-1940, quãng đầu đời thơ của anh,...
Từ năm 1940, Nguyễn Bính bắt đầu nổi tiếng với số lượng thơ khá dày, đề tài phong phú, trong đó chủ yếu là thơ tình. Cũng trong năm này Trúc Đường chuyển ra Hà Nội ở và đang viết truyện dài Nhan sắc, Nguyễn Bính tỏ ý muốn đi Huế tìm đề tài sáng tác. Trúc Đường tán thành nhưng không có tiền, ông đã cho Nguyễn Bính chiếc máy ảnh và về quê bán dãy thềm đá xanh (vật báu duy nhất của gia đình) đưa tất cả số tiền cho Nguyễn Bính.
Vào Huế Nguyễn Bính Gửi thơ ra cho Trúc Đường đọc trước, rồi đăng báo sau. Cuối năm 1941, đầu năm 1942, Trúc Đường nhận được nhiều bài thơ của Nguyễn Bính trong đó có: Xuân tha hương và Oan nghiệt. Sau đó Nguyễn Bính lại trở về Hà Nội, rồi lại đi vào Sài Gòn.
Lần chia tay cuối cùng với Trúc Đường là vào năm 1943, đến năm 1945 tin tức thưa dần. Năm 1946 thì mất liên lạc hẳn. Trong thời gian này Nguyễn Bính đã gặp nhà thơ Đông Hồ, Kiên Giang. Có lúc ông cư ngụ trong nhà Kiên Giang. Đó là thời ông viết những bài Hành Phương Nam, Tặng Kiên Giang, Từ Độ Về Đây,...
Cũng trong thời gian này Nguyễn Văn Thinh (Thủ tướng chính phủ "Nam Kỳ tự trị") có treo giải: Ai đưa được nhà thơ Nguyễn Bính "dinh tê" (vào thành) theo chính phủ ("Nam Kỳ tự trị") sẽ được thưởng 1000 đồng Đông Dương! Nếu nhà thơ tự vào thành cũng được hưởng như thế (1000 đồng Đông Dương hồi đó là cả một cơ nghiệp). Nhiều thi sĩ là bạn Nguyễn Bính viết thư "thuyết khách" mời ông vào. Hồi đó ông đang lang thang ở Rạch Giá, ngày thì ăn ở nhờ một người bạn, đêm ra đình ngủ, ông chỉ có cái bao cói để chui vào cho khỏi muỗi, nên có nhiều người tưởng ông vào thành với Chính phủ Cộng hòa Nam Kỳ. Ấy vậy mà trong một bài thơ của mình ông đã viết hai câu khẳng định:
... Mình không bỏ Sở sang Tề
Mình không là kẻ lỗi thề thì thôi.
Nhiều người ở Nam Bộ hồi đó biết chuyện gọi Nguyễn Bính là có chí khí của một sĩ phu yêu nước.
Năm 1947 Nguyễn Bính đi theo Việt Minh, việc này được Bảo Định Giang nhớ lại: Tôi không nhớ rõ cuối 1947 hay đầu năm 1948, khoảng 3 giờ chiều, em bé giúp việc cho tôi chạy vào nơi tôi làm việc bảo: "Có một người xưng là Nguyễn Bính đến đây muốn gặp chú"... Trên thực tế, Nguyễn Bính đã gia nhập đội ngũ Vệ quốc đoàn từ 3 giờ chiều hôm đó vì Bộ Tư lệnh là đồng chí Trần Văn Trà và đồng chí Nguyễn Văn Vịnh đã chấp nhận yêu cầu của tôi ngay ngày hôm sau. Chẳng những chấp nhận mà các đồng chí còn dặn tôi: "đối đãi đàng hoàng, chăm sóc chu đáo tác giả Lỡ bước sang ngang"
Nhưng theo lời giới thiệu của Đỗ Đình Thọ trong tập Thơ tình Nguyễn Bính, xuất bản năm 1991 thì Nguyễn Bính đã đến với cách mạng khá sớm - ngay từ 1945 trước ngày khởi nghĩa tháng tám.
Một thời gian sau, nhờ sự mai mối của ông Lê Duẩn, ông kết hôn với bà Nguyễn Hồng Châu (một cán bộ Việt Minh), ông sinh một con gái với bà này, đặt tên là Nguyễn Bính Hồng Cầu. Sau đó ông lại kết hôn với bà Mai Thị Mới, ở ấp Hương Mai, xã Khánh Lâm, huyện U Minh và lại sinh một con gái được đặt tên là Nguyễn Hương Mai. Trong thời gian này máy bay Pháp lượn vòng từ đập đá dài theo kênh Chắc Băng xuống Thới Bình, rải truyền đơn kêu gọi đích danh tác giả "Lỡ bước sang ngang" - Nguyễn Bính "quay về với chính nghĩa Quốc gia để được trọng đãi".
Năm 1954 theo Hiệp định Genève, Nguyễn Bính cũng như bao cán bộ Việt Minh khác tập kết ra Bắc. Ông về công tác tại Nhà xuất bản Văn nghệ, sau đó ông làm chủ bút báo Trăm hoa.

### Báo Trăm hoa
Lúc đầu Trăm hoa là một tờ báo do Nguyễn Mạnh Phác làm Chủ nhiệm, còn có phụ đề là "tuần báo tiểu thuyết", toà soạn đặt tại 15 Hai Bà Trưng, Hà Nội, gọi là tuần báo nhưng khuôn khổ lại có vẻ "tạp chí" nhiều hơn. Số 1 ra ngày 2/9/1955. Tờ Trăm hoa loại cũ cỡ nhỏ này ra được cả thảy 31 số, tồn tại từ tháng 9/1955 đến giữa tháng 5/1956; mỗi số thường có 26 trang ruột và 4 trang bìa, khổ báo 18x26 cm; ban đầu trang bìa chỉ ghi chức danh Chủ nhiệm Nguyễn Mạnh Phác; từ số 11 (19/11/1955) trên tiêu đề mới xuất hiện thêm chức danh Chủ bút Nguyễn Bính.
Tuần báo Trăm hoa do Nguyễn Bính làm Chủ nhiệm kiêm Chủ bút là Trăm hoa loại mới, toà soạn đặt tại 17 Lê Văn Hưu, Hà Nội; số một loại mới ra ngày thứ bảy 20/10/1956; sau số 11 (chủ nhật 6/1/1957) là hai số cuối cùng, đều không đánh số: Trăm hoa Xuân, và Trăm hoa số đặc biệt đầu Xuân, đều phát hành trước và sau Tết Ất tỵ. Trăm hoa số thường gồm 8 trang in typo 28x40cm giá bán 300 đ; hai số cuối là hai đặc san: Trăm hoa Xuân gồm 24 trang giá bán 1000 đ, phát hành từ 23 Tết; Trăm hoa số đặc biệt đầu Xuân gồm 16 trang giá bán 600 đ, phát hành đầu xuân Ất tỵ.
Gọi là ban biên tập tòa soạn nhưng thực tế chỉ có bốn người đó là: Nguyễn Bính; Nguyễn Thị Hạnh (con gái Nguyễn Mạnh Phác); Phạm Vân Thanh (vợ Nguyễn Bính); và một người được Nguyễn Bính tuyển từ Nam Định lên tên là Trần Đức Quyền, ông này lấy bút danh là Tùng Quân
Cả hai tờ Trăm hoa và Trăm hoa loại mới đều là báo tư nhân. Trăm hoa của Nguyễn Mạnh Phác (Trúc Đường) bị "chết" vì lỗ vốn, thì ít lâu sau Nguyễn Bính tục bản thành Trăm hoa loại mới, và tờ này cũng lại "chết" vì lỗ vốn. Ở miền Bắc khi đó báo chí và xuất bản tư nhân còn được phép tồn tại, nhưng phải bán với giá cao vì phải mua giấy giá cao hơn so với giá cung cấp dành cho các báo nhà nước và đoàn thể; các cơ sở phát hành lớn của hệ thống "hiệu sách nhân dân" không nhận bán các báo tư nhân; ngoài ra còn một trở ngại đáng kể là cán bộ chính quyền và đoàn thể các địa phương thường gây trở ngại cho phóng viên và người phát hành các báo tư nhân.
Theo hồi ức của Tô Hoài: không biết ai đã giúp tiền cho Nguyễn Bính ra những số báo Trăm hoa đầu tiên, thế rồi "cấp trên" có sáng kiến lấy giấy và tiền nhà xuất bản Văn nghệ giúp Trăm hoa, và chính Tô Hoài được giao nhiệm vụ "thuyết phục một tờ báo tư nhân nhưng có tiếng nói chống những luận điệu ngang ngược của báo Nhân văn giai phẩm. Theo Tô Hoài, do sự can thiệp này, "tờ Trăm hoa rõ ra một vẻ khác. Không về bè với Nhân văn giai phẩm, nhưng chẳng đi với ai ". Cấp trên của Tô Hoài nhận xét từng số từng bài, "cho là chưa đủ hơi sức hỗ trợ cần thiết". Tô Hoài đem nhận xét ấy bàn lại với Nguyễn Bính. Nguyễn Bính bảo Tô Hoài: Trăm hoa phải thế mới là báo của Nguyễn Bính chứ. Nếu không thì mày làm quách cho xong !. Sáng kiến "đầu tư" cho Trăm hoa kết thúc ở đấy. Một buổi tối, Nguyễn Bính rủ Tô Hoài đến ăn ở nhà hàng Lục Quốc. Nguyễn Bính bảo: Hôm nay ăn cỗ đám ma Trăm hoa!.

### Những năm tháng ở Nam Định

Bút tích của Nguyễn Bính trong sách Tuyển tập Nguyễn Bính 1986

Chu Văn viết về Nguyễn Bính trong lời bạt của cuốn Tuyển tập Nguyễn Bính như sau: Nguyễn Bính về Nam Hà, tuổi gần năm mươi, gầy, đen, tóc cắt ngắn gần như trọc. Anh ăn mặc thật giản dị: một sơ mi nâu, một quần ka ki bạc màu, và đôi dép cao su. Toàn bộ hình thức ấy không gợi một vẻ gì một nhà thơ lớn trước - sau này người ta gọi là "thi nhân tiền chiến". Anh cười đôi mắt nâu, sắc sảo, ánh hơi lạnh, và nụ cười khô, hàm răng ám khói thuốc lào. 

## Các tác phẩm
Trong suốt 30 năm, Nguyễn Bính đã sáng tác nhiều thể loại như thơ, kịch, truyện thơ... Ông sáng tác rất mạnh, viết rất đều và sống hết mình cho sự nghiệp thi ca. Ông được đông đảo độc giả công nhận như một trong các nhà thơ xuất sắc nhất của thi ca Việt Nam hiện đại.
Một số tác phẩm:
- Qua nhà (Yêu đương 1936)
- Những bóng người trên sân ga (Thơ 1937)
- Cô hái mơ (Thơ 2007)
- Tương tư
- Chân quê (Thơ 1940)
- Lỡ bước sang ngang (Thơ 1940), 34 bài
- Tâm hồn tôi (Thơ 1940), 23 bài
- Hương cố nhân (Thơ 1941)
- Hồn trinh nữ (Thơ 1958)
- Một nghìn cửa sổ (Thơ 1941)
- Sao chẳng về đây (Thơ 1941)
- Người con gái ở lầu hoa (Thơ 1942), 24 bài
- Mười hai bến nước (Thơ 1942), 12 bài
- Mây tần (Thơ 1942), 9 bài
- Bóng giai nhân (Kịch Thơ 1942)
- Truyện Tỳ Bà (Truyện Thơ 1942)
- Ông lão mài gươm (Thơ 1947)
- Chiến dịch mùa xuân (Thơ, 1949)
- Đồng Tháp Mười (Thơ 1955)
- Trả ta về (Thơ 1955)
- Gửi người vợ miền Nam (Thơ 1955)
- Trong bóng cờ bay (Truyện Thơ 1957)
- Nước giếng thơi (Thơ 1957)
- Tiếng trống đêm xuân (Truyện Thơ 1958)
- Tình nghĩa đôi ta (Thơ 1960)
- Cô Son (Chèo cổ 1961)
- Đêm sao sáng (Thơ 1962)
- Người lái đò sông Vỹ (Chèo 1964)

Ngoài những tác phẩm kể trên, còn một số bài thơ viết trong năm 1964, 1965 và 1966 chưa kịp xuất bản.

## Những bài thơ phổ nhạc
Thơ Nguyễn Bính có nhiều bài được phổ nhạc và cũng có nhiều nhạc sĩ phổ nhạc cho thơ của ông:
1. Cách xa được Song Ngọc phổ nhạc
2. Chân quê được Trung Đức phổ nhạc và được Song Ngọc phổ thành ca khúc Hương đồng gió nội
3. Chuyện tình hoa mai được Anh Bằng phổ nhạc
4. Cô hái mơ được Phạm Duy phổ nhạc
5. Cô lái đò được Nguyễn Đình Phúc phổ nhạc
6. Gái xuân được Từ Vũ phổ nhạc
7. Ghen được Trọng Khương phổ nhạc
8. Hôn nhau lần cuối được Văn Phụng phổ nhạc
9. Khúc hát chiều tà được Lã Văn Cường phổ nhạc
10. Lỡ bước sang ngang được Song Ngọc phổ nhạc
11. Một lần cuối được Văn Phụng phổ nhạc
12. Mưa xuân được Huy Thục phổ nhạc
13. Người hàng xóm được Anh Bằng phổ thành ca khúc Bướm Trắng
14. Nhạc xuân được Đức Quỳnh phổ nhạc
15. Nụ tầm xuân được Phạm Duy phổ nhạc
16. Thoi tơ được Đức Quỳnh phổ nhạc
17. Thời trước được Văn Phụng phổ nhạc thành bài Trăng sáng vườn chè
18. Tiểu đoàn 307 được Nguyễn Hữu Trí phổ nhạc
19. Viếng hồn trinh nữ được Trịnh Lâm Ngân phổ thành ca khúc Hồn trinh nữ

## Đánh giá

### Tác phẩm
Các tác phẩm của Nguyễn Bính có thể chia làm hai dòng "lãng mạn" và "cách mạng" mà dòng nào cũng có số lượng đồ sộ nhưng khi nói về Nguyễn Bính là nói về nhà thơ lãng mạn của làng quê Việt Nam. Thơ Nguyễn Bính đến với bạn đọc như một cô gái quê kín đáo, mịn mà, duyên dáng. Người đọc thấy thơ ông những nét dung dị, đằm thắm, thiết tha, đậm sắc hồn dân tộc, gần gũi với ca dao. Cái tình trong thơ Nguyễn Bính luôn luôn mặn mà, mộc mạc, sâu sắc và tế nhị hợp với phong cách, tâm hồn của người Á Đông. Vì vậy thơ Nguyễn Bính sớm đi sâu vào tâm hồn của nhiều lớp người và đã chiếm lĩnh được cảm tình của rất nhiều bạn đọc từ thành thị đến nông thôn. Đặc biệt là lớp người bình dân, họ thuộc lòng, ngâm nga nhiều nhất. Vì ngoài phần ngôn ngữ bình dân dễ hiểu, dễ thuộc còn một vấn đề khác khiến thơ ông trường tồn chính là tiếng nói trong thơ ông cũng là tiếng nói của trái tim nhân dân thời đó.
Trong khi hầu hết các thi sĩ trong phong trào Thơ mới chịu ảnh hưởng của thơ phương Tây, Nguyễn Bính lại gắn bó và hấp thụ tinh hoa ca dao, dân ca, truyện thơ dân gian cả về nội dung lẫn hình thức. Bài thơ "Chân quê" chính là tuyên ngôn của thơ Nguyễn Bính.
Van em, em hãy giữ nguyên quê mùa
Như hôm em đi lễ chùa
Cứ ăn mặc thế cho vừa lòng anh
Hoa chanh nở giữa vườn chanh
Thầy u mình với chúng mình chân quê
Hôm qua em đi tỉnh về
Hương đồng gió nội bay đi ít nhiều
Thơ ông biểu hiện cảnh quê, thắm được tình quê, hồn quê nước Việt với một sắc thái lãng mạn. Người ta gặp trong thơ Nguyễn Bính những hình ảnh bình dị, thân quen: hàng cau, giàn trầu, rặng mùng tơi, cây bưởi, thôn Đoài, thôn Đông,... Tâm sự của người con gái trong Lỡ bước sang ngang của ông cũng là tâm sự của rất nhiều phụ nữ Việt Nam thời kỳ đó. Hình ảnh những cô thôn nữ trong trắng, những chàng trai quê chất phác luôn được Nguyễn Bính mô tả trong tình yêu lãng mạn nhưng đều dang dở, chua xót đã đi vào lòng độc giả nhiều thế hệ Việt Nam. Nguyễn Bính sử dụng rất nhuần nhuyễn thể thơ lục bát, vì vậy thơ ông càng dễ phổ cập.

### Tính cách
- Nhà thơ Hoàng Tấn, một người bạn thân của Nguyễn Bính nhớ lại trong Hồi ký: Nếu với thơ, Bính kỹ lưỡng đắn đo suy nghĩ có khi đến quên ăn quên ngủ vì một từ, viết nháp nhiều lần, sửa chữa kỹ lưỡng từng câu từng chữ, trước khi đưa in viết sạch sẽ rõ ràng nắn nót bao nhiêu, thì trong cuộc sống Bính bạt mạng buông thả bấy nhiêu. Tính thích khôi hài, giàu óc tưởng tượng, thông minh nhanh nhẹn, ứng phó mau lẹ như Án Anh, Bính thường hay châm chọc bạn bè. Cái mà Bính thù ghét nhất là những bài thơ dở, cũng như những người làm thơ không hay. Đưa cho Bính coi một bài thơ mà Bính cho là dở, thì lập tức không nể gì tác giả đang đứng trước mặt, dùng những lời lẽ cay độc để chê bai khiến tác giả đỏ mặt, nhiều khi tự ái phát khùng. Lại còn tính kiêu kỳ khinh bạc nữa. Ngay cả với những người cưu mang Bính, khi thất thố điều gì là Bính thẳng cánh mất mặn mất nhạt. Nhưng đặc biệt lạ lùng là sau một cuộc đấu khẩu nảy lửa gay gắt dẫn đến việc phải xa nhau, chỉ một thời gian sau gặp lại Bính lại vui vẻ niềm nở như không. Riêng về thơ, Bính tự cao tự đại quá quắt, chê thơ người này non, người kia dở, kể cả những thi sĩ có người còn nổi tiếng hơn cả Nguyễn Bính. Những câu thơ của ai được Bính khen hay (khuyên son), là một điều hãn hữu. Người mà Bính phục tài và "Nguyện suốt đời là người học trò nhỏ" là thi hào Nguyễn Du. Chẳng thế mà Truyện Kiều Bính thuộc làu và lấy làm sách gối đầu giường
- Bà Nguyễn Hồng Châu, người vợ đầu của Nguyễn Bính nói: Tôi hiểu anh Bính, anh ấy rất lãng mạn, lãng tử nhưng rất có lòng nhân, là người tốt, thương người và chịu trách nhiệm về những gì mình đã làm.
- Con gái nhà thơ bà Nguyễn Bính Hồng Cầu nói: Hồi nhỏ, tôi cũng giận ba tôi lắm. Nhưng lớn lên tìm hiểu, tôi vỡ lẽ, đời ba tôi bất hạnh nhiều. Nhiều vợ nhưng không ai hiểu ông. Và ông cứ phải đi tìm cái bóng hạnh phúc cho đến khi nhắm mắt xuôi tay vào đêm giao thừa năm 1966.

### Giải thưởng
1937: Giải thưởng thơ của Tự lực văn đoàn
1944: Giải nhất Nam Xuyên (truyện thơ Tỳ bà truyện)
1964: Giải Ba báo Văn nghệ Việt Nam
2000: Giải thưởng Hồ Chí Minh về VHNT

## Qua đời
Hầu như ai cũng biết rằng nhà thơ Nguyễn Bính qua đời vào một ngày giáp Tết Bính Ngọ (1966), chính xác là ngày 29 Tết (tháng chạp này không có ngày 30). Tuy nhiên, kể về cái chết của ông thì mỗi người nói một kiểu, không thống nhất. Theo nhà văn Vũ Bão, người bạn thân thiết với Nguyễn Bính ở Ty Văn hóa Hà Nam và là người hỏi những người chứng kiến sự ra đi của Nguyễn Bính sớm nhất (mùng 4 tết) ông đã kể lại như sau:
Khi làm báo Hà Nam, tôi và Nguyễn Bính có một người bạn chung tên là Đỗ Văn Hứa, người thôn Mạc Hạ, huyện Lý Nhân, tỉnh Hà Nam. Anh này làm nghề bốc thuốc Đông y nhưng cũng viết báo, làm thơ, lấy bút hiệu là Tân Thanh. Đặc biệt, anh rất yêu thích thơ Nguyễn Bính nên mỗi lần về Ty Văn hóa Hà Nam họp, Tân Thanh lại khẩn khoản mời Nguyễn Bính về nhà mình chơi. Được cái cô Sang - vợ Tân Thanh - là người rất mến khách, mỗi lần chúng tôi về nhà là cô tiếp đón niềm nở... Mùng 4 Tết tôi mới được nghỉ, đạp xe đi thăm đây đó... 10 giờ ngày mùng 4 Tết, tôi tới nhà Tân Thanh ở Mạc Hạ. Vừa nhìn thấy tôi dắt xe đạp vào trong sân, cô Sang đã nói ngay: "Bác Vũ ơi, bác Bính mất rồi!". Tôi đứng sững lại: "Ai nói với cô?". Cô Sang nói tiếp: "Tuần trước, bác ấy đạp xe về nhà em. Trời trở gió, vừa vào tới nhà, bác ấy đã bảo nhà em đưa bác đi bệnh viện. Thời may, bệnh viện huyện lại sơ tán ngay xã em. Bác ấy bị thổ ra máu. Nằm ở bệnh viện huyện 3 ngày, sức khỏe hơi đỡ, lại về nhà em lấy xe đạp tính về Đại Hoàng ăn tết với vợ con. Hôm ấy đã là 29 Tết rồi. Thấy bác còn mệt, chúng em sợ bác không đủ sức về tận Đại Hoàng nên cố giữ bác lại ăn Tết cùng chúng em... Sáng sớm 30, nhà em tính sang chỗ hàng xóm chia thịt lợn mang về cái đùi và một ít lòng, tiết canh để hai anh em ăn cơm. Bác Bính bảo nhà em cứ ở nhà ăn với bác bát cơm cái đã. Nể bác, nhà em ngồi nán lại ăn cơm. Bác Bính có thói quen ăn xong là đi rửa tay. Bác vắt khăn lên vai, lò dò bước xuống cầu ao. Bỗng chúng em nghe tiếng bác gọi "Tân Thanh!". Nhà em chạy vội ra sân, thấy bác Bính đang gục xuống bên gốc mít, cạnh hố vôi. Nhà em xốc bác lên, tựa người bác vào ngực mình. Miệng bác đầy máu, bác thổ ra huyết. Nhà em chạy đi gọi anh Huê và anh Đáp, nhờ họ cáng bác lên bệnh viện gấp. Y sĩ khám cho bác ấy xong mới cho nhà em biết bác ấy mất rồi. Nhà em ra bưu điện huyện gọi điện báo tin cho bác Trúc Đường và Ty Văn hóa...

### Điềm báo
Thường những bài thơ tuyệt mệnh cuối cùng, người ta hay tìm ra những "dấu hiệu" vĩnh biệt cõi đời và người ta cho là sái, là điềm gở chết.
Ví như Tản Đà, khi ông viết bài thơ xuân 1939, có câu: Tính trăm tuổi đời người ta có nửa. Tháng 6 năm ấy ông mất thọ đúng 50 tuổi, câu thơ thật sái.
Nguyễn Bính cũng vậy, trong cuốn Tuyển tập Nguyễn Bính, nhà văn Chu Văn kể: Cuối năm 1965, nhằm chuẩn bị cho kỷ niệm 200 năm ngày sinh Nguyễn Du - người mà Nguyễn Bính vốn coi như "tổ sư" của mình trong lĩnh vực làm thơ (Nguyễn Bính chẳng phục nhà thơ nào, chỉ trừ... Nguyễn Du!), báo Xuân năm Bính Ngọ ra số đặc biệt với nhiều bài vở về Nguyễn Du (1966). Hôm duyệt bài báo Tết, Nguyễn Bính cười thật tươi, tay cầm một xấp giấy mỏng, khoe: "Chỉ trong một đêm, tôi đã viết được một bài tập Kiều, vịnh cụ Tiên Điền". Nguyễn Bính không cho ai xem mà chờ cho đến lúc đông đủ anh em mới trịnh trọng giở những trang giấy được viết thật công phu, chữ đẹp như xếp, rồi hắng giọng ngân nga: "Kính tặng cụ Nguyễn Du và Truyện Kiều": 
Cảo thơm lần giở trước đèn
Là nhiều vàng đá, phải tìm trăng hoa
Trăm năm trong cõi người ta
Một thiên tuyệt bút gọi là để sau
Khen tài nhả ngọc phun châu
Mười lăm năm ấy biết bao nhiêu tình
Mấy lời ký chú đinh ninh
Rằng tài nên trọng, mà tình nên thương
Khen rằng giá đáng Thịnh Đường
Thì treo giải nhất, chi nhường cho ai
Gẫm âu người ấy, báu này
Nghe ra ngậm đắng nuốt cay thế nào
Nặng vì chút nghĩa xưa sau
Mà cho thiên hạ trông vào cũng hay
Thương vui bởi tại lòng này
Tan sương đầu ngõ, vén mây cuối trời
Lòng thơ lai láng bồi hồi
Tưởng người nên lại thấy người về đây...
Cả hội đồng duyệt bài số báo Tết hôm ấy, cùng lặng đi. Một bài tập Kiều thật hay. Nhưng nghe ra... đây tuy đề là tặng cụ Tiên Điền mà sao cứ như tâm sự của Nguyễn Bính, tổng kết cái cuộc đời thơ tài hoa long đong lận đận về... Những câu sau cùng, sao mà nó sái quá. Một lời là một vận vào khó nghe. Nguyễn Bính cười trừ: "Các ông mê tín! Cứ hay là được rồi. Tôi xin nộp bài này. Một câu một chữ không sửa!"...
... Mùng sáu tháng giêng ta, tôi lên Hội Nhà văn thông báo về việc anh Bính mất. Gặp Tô Hoài, cũng ngậm ngùi nói chuyện về người bạn mới mất. Sau đó, tôi tìm đến nhà Trần Lê Văn. Nghe tin Bính mất, Trần Lê Văn tròn xoe mắt kinh ngạc: "Bính chết thật ư? Bao giờ?". "Ba mươi Tết, trước giao thừa". Trần Lê Văn bỗng xịu mặt, đấm vào đùi bình bịch: "Biết mà! Biết mà! Chết trước mồng một, đã lường thấy từ bao giờ". Tôi gặng hỏi: "Sao anh lại nói vậy?". Trần Lê Văn nói như gắt: "Ô kìa! Năm mới tháng giêng mồng một Tết. Còn nguyên vẹn cả một mùa xuân", rồi "... Giờ đây chín vạn bông hoa nở/Riêng có tình ta khép lại thôi". Nó để mùa xuân nguyên vẹn cho người. Nó đi mà". Tôi sực nhớ bài tập Kiều Lời lời lệ sa máu rỏ đăng trân trọng trong số báo Tết. Ôi, thương quá! Chẳng lẽ trong thơ có quỷ, có ma thật chăng?!...

## Gia đình

### Anh em
Cùng cha mẹ (con bà Bùi Thị Miện)
- Anh ruột: Nguyễn Mạnh Phác
- Anh ruột: Nguyễn Ngọc Thụ

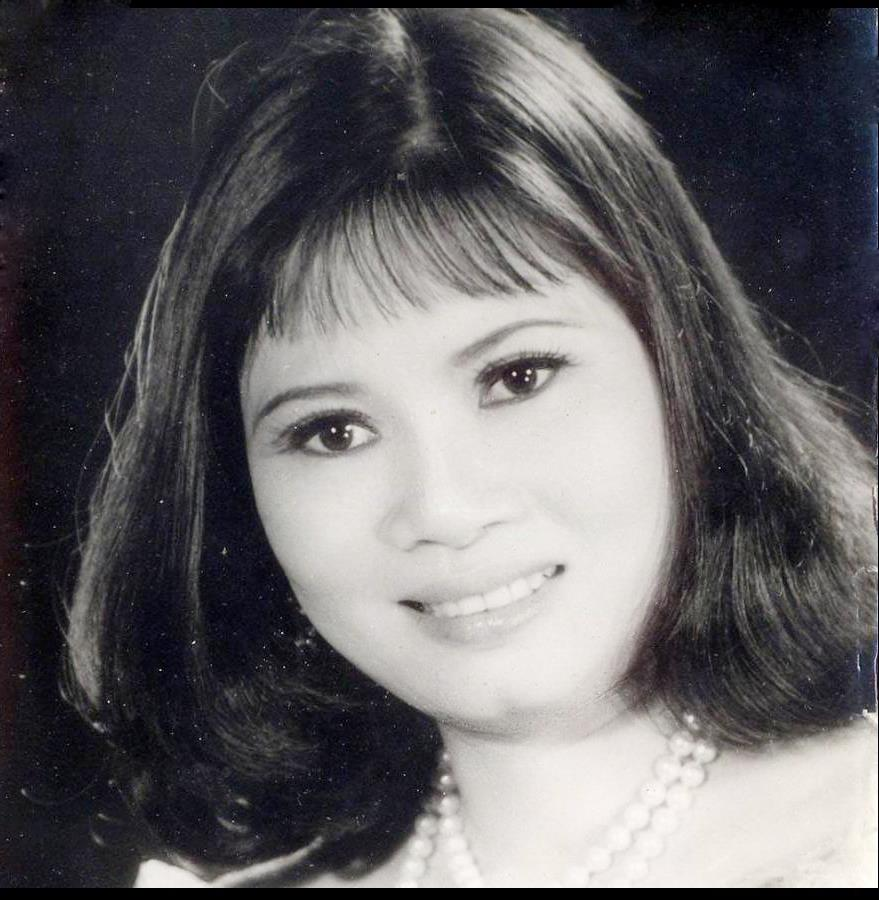
Nguyễn Bính Hồng Cầu. Trưởng nữ của thi sĩ Nguyễn Bính (ảnh chụp năm 1995)

Cùng cha khác mẹ (con bà Phạm Thị Duyên)
- Em trai: Nguyễn Thiện Căn
- Em trai:Nguyễn Thiện Cơ
- Em gái: Nguyễn Thị Tuyết (tức Yến)
- Em gái: Nguyễn Thị Nhự

### Vợ
- Vợ đầu: Nguyễn Lục Hà (tức Nguyễn Hồng Châu - cán bộ Việt Minh)
- Vợ hai: Mai Thị Mới
- Vợ ba: Phạm Vân Thanh (không chính thức)
- Vợ tư: Trần Thị Lai

### Con Cháu
- Nguyễn Bính Hồng Cầu - con bà Hồng Châu (vợ đầu). Bà Hồng Cầu sau là nhà thơ, Phó Giám đốc Nhà xuất bản Văn nghệ Thành phố Hồ Chí Minh
- Nguyễn Hương Mai - con bà Mai Thị Mới. Bà Mai sau là Phó Giám đốc Sở Giáo dục và Đào tạo, rồi Trưởng Ban Văn hóa Xã hội tỉnh Bến Tre
- Nguyễn Hiền (mất tích khi còn nhỏ) - con bà Phạm Vân Thanh (vợ không chính thức)
- Nguyễn Mạnh Hùng (hiện đang sinh sống ở Nga) - con bà Trần Thị Lai